# Sandoná
Ne doit pas être confondu avec Sandön, Sandon ou Sandonie.
Sandoná est une municipalité située dans le département de Nariño en Colombie.